# Aarão Ben Chain
Aarão Ben Chain (Fez, Marrocos, século XVI —?) foi um Célebre Rabino Marrocos|marroquino, chegou a Presidente da sinagoga de Zempheiburgo, na Polónia. 
Para tratar pessoalmente das impressões das obras que escreveu foi à cidade de Veneza em 1609, onde as mesmas estavam a ser impressas. Morreu pouco depois do trabalho concluído. 
Escreveu um comentário sobre o livro de Josué, uma obra sobre as cerimônias dos judeus, Oferenda de Aarão, e uma colecção de máximas judaicas, com o título de Agada (Narrativas), O Coração de Araão, Observações sobre o Livro de Siphra e um tratado sobre treze maneiras de explicar a lei.